# Albion (Michigan)
Albion é uma cidade localizada no estado americano de Michigan, no Condado de Calhoun.

## Demografia
Segundo o censo americano de 2000, a sua população era de 9144 habitantes.
Em 2006, foi estimada uma população de 9237, um aumento de 93 (1.0%).

## Geografia
De acordo com o United States Census Bureau tem uma área de
11,7 km², dos quais 11,6 km² cobertos por terra e 0,1 km² cobertos por água.

## Localidades na vizinhança
O diagrama seguinte representa as localidades num raio de 20 km ao redor de Albion.